# Oleh Šyrjajev
Oleh Viktorovyč Šyrjajev (in ucraino Олег Вікторович Ширяєв?; noto col nome di battaglia di Sirko in ucraino Сірко?; Miscevo, 28 settembre 1986) è un militare e attivista ucraino, Eroe dell'Ucraina e comandante del 225º Reggimento d'assalto ucraino.

## Biografia
Šyrjajev nacque nel 28 settembre 1986 a Miscevo, distretto di Orechovo-Zuevo della regione di Mosca, nell'allora RSFS Russa. Poco dopo la sua nascita la sua famiglia si trasferì in Ucraina. Completò gli studi diplomandosi alla scuola secondaria n. 4 di Lyubotyn. Si trasferì poi a Charkiv dove si iscrisse all'Università nazionale di economia Semen Kuznec. Successivamente si iscrisse al partito di estrema destra "Patriota dell'Ucraina" di Andrij Bilec'kyj.
Da gennaio 2007 a settembre 2008 lavorò come economista presso la S.p.A. Banca statale di risparmio ucraina dovendo poi assentarsi per servire un anno di leva militare nell'Aeronautica ucraina. Tornato alla sua carriera divenne capo della filiale della Banca statale per importazione ed esportazione ucraina di Charkiv.

### Guerra del Donbass
Dopo la rivoluzione ucraina nel febbraio 2014, Šyrjajev, insieme a Ihor Matinenko e Anatolij Sydorenko, fondò l'organizzazione "Corpo orientale" con lo scopo di contrastare il separatisti filo-russi e di fornire supporto alle forze armate ucraine; membri di "Patriota dell'Ucraina" e ultras della squadra di calcio di Metalist Charkiv si unirono al gruppo. L'8 settembre 2014 l'organizzazione è stata ristrutturata come compagnia di polizia in seno alla Divisione mobile di polizia per operazioni speciali (DMPOS), iniziando le esercitazioni per futuri combattimenti. Nel febbraio 2015 Sirko ebbe il suo battesimo del fuoco nell'area di Mariupol' dove, con la sua unità, liberò il villaggio di Šyrokyne.
Tornato dal fronte, nell'aprile 2016 venne nominato consigliere del governatore dell'oblast' di Charkiv Ihor Rajnin per le relazioni pubbliche e la difesa territoriale.
Il 23 agosto 2017, Šyrjajev partecipò all'inaugurazione di un monumento all'atamano Ivan Sirko a Charkiv.

### Guerra russo-ucraina
Con la costituzione della 127ª Brigata di difesa territoriale di Charkiv nel marzo 2022, Šyrjajev ne entrò nei ranghi come soldato semplice. Distinguendosi negli scontri per la difesa della città venne rapidamente promosso a comandante di compagnia.
Nel gennaio 2023 fu nominato comandante di battaglione prima del 226º e poi, dal 1º febbraio, del 225º Battaglione della 127ª Brigata. Nel mese successivo parte della 127ª, comprendente il 225º Battaglione, venne trasferita nell'oblast di Donec'k per la difesa della città di Bachmut. A luglio 2023 l'unità è stata distaccata dalla 127ª Brigata, venendo trasferito alle Forze terrestri e riorganizzata come 225º Battaglione d'assalto. Rimanendo nella regione di Donec'k per il resto del 2023 e l'inizio del 2024, il battaglione ha partecipato poi alla battaglia per Avdiïvka, coprendo la ritirata delle forze ucraine dalla regione fortificata vicino al villaggio di Lastočkyne insieme alla 3ª Brigata d'assalto verso la fase finale degli scontri.
Nel 2024, Šyrjajev si è laureato presso l'Accademia Nazionale della Guardia Nazionale ucraina, conseguendo un master e la qualifica professionale di "Ufficiale di Livello Operativo".
Sotto la guida di Šyrjajev a partire dal 6 agosto 2024 il 225º Battaglione ha partecipato all'offensiva ucraina nell'oblast' di Kursk, sfondando le prime linee difensive russe e penetrando in territorio nemico per quasi 30 km, conquistando alcuni villaggi e catturando diversi prigionieri. Nei mesi successivi il battaglione ha continuato l'offensiva in territorio russo verso Korenevo e Gluškovo, attaccando le retrovie della 155ª Brigata fanteria di marina e minacciando l'accerchiamento di numerose forze russe a sud del fiume Sejm. Per i successi della sua unità, Sirko è stato insignito del titolo massimo di Eroe dell'Ucraina il 30 settembre 2024. Fra ottobre e novembre il battaglione ha continuato ad operare nell'area, infliggendo numerose perdite ai reparti meccanizzati russi lungo la strada fra Sudža e Korenevo. All'inizio del 2025 il battaglione è stato espanso diventando così il 225º Reggimento d'assalto.
Nella seconda metà di luglio il 225º Reggimento, insieme al 425º Reggimento d'assalto, ha contrattaccato nell'oblast' di Sumy presso il villaggio di Kindrativka, circondando parzialmente elementi della 40ª e 155ª Brigata fanteria di marina e del 30º Reggimento della 72ª Divisione fucilieri motorizzata, costringendoli a ripiegare dopo aver subito gravi perdite pari a circa tre battaglioni.

## Vita privata
Šyrjajev è sposato e ha una figlia.

## Controversie

### Occupazione di un silo e arresto
Nel settembre 2018 un gruppo armato ha occupato un silo di una fattoria nel villaggio di Zanky, ex distretto di Zmiïv della regione di Charkiv, ferendo 8 persone in una sparatoria. Il ministero degli affari interni Arsen Avakov ha accusato Šyrjajev di aver guidato gli uomini armati, cosa che lui ha negato.
Nel mese successivo di settembre Šyrjajev è stato arrestato e portato in un centro di reclusione temporanea. A novembre è stato rilasciato dopo aver pagato quasi un milione e mezzo di grivne. Quasi tre anni dopo, il 6 luglio 2021 Šyrjajev è stato nuovamente arrestato con l'accusa di non essersi presentato in tribunale per gli avvenimenti del 2018.
Nel marzo 2022 Šyrjajev è stato rilasciato sulla base dell'iniziativa del presidente ucraino Volodymyr Zelens'kyj di rilasciare persone con una significativa esperienza di combattimento maturata durante la guerra del Donbass.

### Infiltrazione in OPZŽ
Nel 2020 Šyrjajev è entrato a far parte del partito filo-russo Piattaforma di opposizione - Per la vita (OPZŽ), dove è diventato coordinatore dell'organizzazione "Patrioti per la vita" fondata da Illja Kyva. Secondo fonti russe, dopo l'inizio dell'invasione dell'Ucraina vari membri di OPZŽ sono stati arrestati e in seguito uccisi; questi omicidi sarebbero riconducibili a Šyrjajev che sarebbe stato una spia infiltrata nel partito per distruggerlo dall'interno.